# 6330 Коен
6330 Коен (6330 Koen) — астероїд головного поясу, відкритий 23 березня 1992 року.
Тіссеранів параметр щодо Юпітера — 3,646.
Названо на честь артиста Коена (яп. こえん(小ゑん) коен).